# النصر (مطروح)
قرية النصر هي إحدى القرى التابعة لمركز مرسى مطروح في محافظة مطروح في جمهورية مصر العربية. حسب إحصاءات سنة 2018، بلغ إجمالي السكان في النصر 2,424 نسمة، منهم 1,294 رجل و 1,130 امرأة.